# Haw-Syndrom
Als Haw-Syndrom bezeichnet man einen meist beidseitigen Vorfall der Nickhaut bei der Katze ohne sonstige Veränderungen am Auge. Die Ursache ist unbekannt, vermutet werden Toxine von Parasiten oder Endotoxine aus dem Magen-Darm-Trakt, die zu einer Störung der sympathischen Innervation führen. Differentialdiagnostisch sind andere Ursachen für einen Nickhautvorfall auszuschließen (Vergiftungen, Horner-Syndrom, Feline Dysautonomie, Nickhautdrüsenvorfall, Kachexie, Phthisis bulbi, Konjunktivitis). Die Behandlung erfolgt durch die Gabe von Phenylephrin in Form von Augentropfen.